# Krauses Geheimnis
Krauses Geheimnis ist eine Fernsehkomödie von Bernd Böhlich aus dem Jahr 2014. Es ist die vierte Folge aus der Filmreihe um Polizeihauptmeister Krause mit dem gleichnamigen Schauspieler als Hauptdarsteller. Mittelpunkt des Films ist wiederum der fiktive Ort Schönhorst in Brandenburg.

## Handlung
Der Film beginnt mit der Ankunft eines Schiffes am Rostocker Hafen. Neben zahlreichen Touristen steigt auch ein Mann mit Seesack aus, der sich im Verlauf des Films als Albert vorstellt.
Währenddessen ist der Dorfpolizist Horst Krause auf seinem Motorrad mit Beiwagen, in dem seine Hündin sitzt, im Umland auf Streife. Wieder in Schönhorst, hält Krause an einem verfallenen Haus, aus dem er Geräusche hört. Im Gebäude trifft er Schlunzke, der ihm erklärt, dass er dieses Haus für einen Euro gekauft habe und es nun für sich und die Dorfärztin Frau Dr. Jessen herrichten wolle. Krause kann seinen Ohren kaum trauen, versucht Schlunzke zur Vernunft zu bringen, verlässt jedoch kurze Zeit später das Gebäude unverrichteter Dinge und kehrt zu seinem Gasthof zurück.
Vor dem Gasthof steht Albert mit seinem Seesack und betrachtet das Gebäude. Von Krause angesprochen, erkundigt er sich, ob in dem Gasthof ein Horst Krause wohne. Zwar fühlt Krause sich angesprochen, fragt aber nicht weiter nach, da Albert sich nur erkundigt, ob man im Gasthof übernachten könne. Krause bittet ihn daraufhin einzutreten. 
Im Gastraum unterhält sich Elsa, die Schwester von Horst Krause, mit einer Frau, die sich als Nachbarin von Meta aus Köln vorstellt. Meta, die Schwester von Horst und Elsa, die inzwischen Rudi Weissglut geheiratet und Schönhorst in Richtung Köln verlassen hat, schickt den beiden durch ihre Nachbarin Grüße und einen Umschlag, in dem sich zwei Freiflugtickets befinden, damit Horst und Elsa sie in Köln besuchen können.
Horst Krause ist davon wenig angetan und weist Albert ein Zimmer zu, nachdem er sich zur Sicherheit noch dessen Pass hat zeigen lassen. Er entnimmt dem Dokument, dass Albert an vielen verschiedenen Orten in der Welt gewesen ist, was dieser damit erklärt, dass Zirkusblut in ihm fließe.
In der Nacht wird Elsa von Geräuschen wach und weckt ihren Bruder, der daraufhin gemeinsam mit seiner Schwester in den Gastraum geht. Hier werden sie Zeuge eines Telefonats von Albert. Als dessen Gesprächspartnerin auflegt, stellt Krause ihn zur Rede und Albert gesteht, dass er verheiratet, zu Hause aber nicht mehr erwünscht sei. Zudem erzählt er von Sophia Piranelli, seiner Mutter, die vor etwa 50 Jahren mit ihrem Zirkus einen Sommer in Schönhorst verbracht habe, und dass er seinen Vater suche, den er nie kennengelernt habe. Er hoffe, ihn in Schönhorst zu finden.
Krause, dem langsam einige Dinge klar werden, bekommt Panik und überredet seine Schwester nun doch nach Köln zu fliegen. Am nächsten Tag schließen sie ihren Gasthof und fahren zum Flughafen. Überfordert von den Formalitäten dort, bekommt Krause „kalte Füße“. Er offenbart sich seiner Schwester und teilt ihr seine Vermutung mit, dass Albert sein Sohn sei. Das Duo beschließt daraufhin, wieder nach Schönhorst zurückzufahren.
Zurück im Ort, erwischen sie Schlunzke dabei, wie er ein Feuer am örtlichen Dorfteich macht, und Albert, wie er illegal Fische fängt. Begeistert werden beide Männer von der örtlichen Kinderschar umringt. Nach einer mündlichen Verwarnung wegen des Fischfangs bittet Krause Albert in den Gasthof, wo er ihm seine Vermutung mitteilt, sein Vater zu sein. Albert erzählt Krause, dass seine Mutter inzwischen gestorben sei und ihm vor ihrem Tod einen Brief gegeben habe, den er nun Krause überreicht. Sophia Piranelli hatte den Brief 1962 geschrieben, ein Jahr nach dem Zusammensein mit Krause im Sommer 1961. Sie teilt ihm darin mit, dass sie einen Sohn bekommen habe, dessen Vater er sei. Dem Umschlag liegen zwei Fotos bei, eines zeigt Krause allein und das andere zeigt Krause und Piranelli, die sich verliebt aneinanderschmiegen. In der Folgezeit nähern sich Vater und Sohn langsam an und unternehmen manches gemeinsam. So bauen sie beispielsweise ein Floß für die Kinder im Dorf, das auf dem Dorfteich zu Wasser gelassen wird.
Einige Zeit später leiht sich Albert das Motorrad seines Vaters aus und macht eine Tour mit der Dorfärztin Dr. Jessen, die er während seines Aufenthalts kennengelernt hat. Zurück im Gasthaus wird er von Krause zur Ordnung gerufen, der der Ansicht ist, dass Albert sich erst einmal um seine bestehende Ehe kümmern solle, ehe er etwas Neues anfange. Außerdem sei Schlunzke hoffnungslos in die Ärztin verliebt. 
Beim Alumni-Treffen von Frau Dr. Jessen in Krauses Gasthof kommt es zum Eklat mit einem der Gäste, der sich über das Dorfleben und vor allem über Schlunzke echauffiert. Krause verteidigt Schlunzke ebenso wie sein Dorf und die hier herrschende Lebensweise. Die Gäste verlassen daraufhin den Gasthof. 
Auch die Wege von Albert und seinem Vater Horst trennen sich. Albert hat sich entschlossen, zurückzukehren, um seine Ehe zu retten, und wird von dem Dorfbewohner Karsunke, der seine Tischlerei aufgibt und nach Schweden auswandert, mitgenommen. Krause und Elsa schauen dem Wagen hinterher, als die Post kommt und einen Brief von Meta übergibt. In diesem lädt Meta ihre Geschwister aus Anlass ihres Hochzeitstages nach Paris ein. 
Krause geht zu Schlunzke, der das verfallene ehemalige Schloss im Innenbereich tadellos hergerichtet hat, in der Hoffnung, eines Tages hier mit seiner Angebeteten, Frau Dr. Jessen, wohnen zu können. Krause staunt über die gute Arbeit seines Freundes und lädt ihn ein mit nach Paris zu kommen, da er zur Familie gehöre. Einige Tage später warten Meta und Rudi auf dem Marsfeld vor dem Eiffelturm auf Horst und Elsa. Als Meta ihre Geschwister erblickt, rennt sie ihnen entgegen und fällt Horst glücklich in die Arme. Sie freut sich, ebenso wie Rudi, dass nun die ganze Familie beisammen sei. Das Stichwort Familie veranlasst Elsa, der Schwester das Geheimnis ihres Bruders zuzuflüstern, nämlich dass ihr gemeinsamer Neffe fehle. 
Der Film endet damit, dass Schlunzke angesichts des Eiffelturms ein Wahrzeichen für Schönhorst plant und Elsa gemeinsam mit einem Akkordeonspieler, der sich als Leipziger Bürger herausstellt, den Platz verlässt.

## Drehorte
Krauses Geheimnis wurde wie bereits die anderen drei Teile größtenteils in den brandenburgischen Dörfern Ihlow bei Strausberg und Gröben südlich von Berlin im Landkreis Teltow-Fläming gedreht. Weitere Drehorte waren Rostock und Paris.

## Kritiken
„Von Zeit zu Zeit sieht man ihn einfach gern, den korpulenten Krause mit seinem skeptischen Blick. Und noch lieber sieht man ihn auf seinem alten Motorrad mit Beiwagen, in dem mal der Hund und mal der neu gefundene Sohn Platz haben. Und die brandenburgische Sommerlandschaft ist sowieso eine Augenweide.“

„Der Film lebt vom Detail, von der leichten Art, wie er erzählt ist. Er ist eine Liebeserklärung ans einfache Leben auf dem Land und zeigt, dass das Glück auch da existiert, wo es statt Luxus schlicht schnatternde Gänse gibt.“